# Кантау
Кантау (фр. Cantaous) насеље је и општина у јужној Француској у региону Миди Пирене, у департману Горњи Пиринеји која припада префектури Бањер де Бигор.
По подацима из 2011. године у општини је живело 439 становника, а густина насељености је износила 77,29 становника/km². Општина се простире на површини од 5,68 km². Налази се на средњој надморској висини од 600 метара (максималној 611 m, а минималној 523 m).

## Демографија
| 1962. | 1968. | 1975. | 1982. | 1990. | 1999. | 2011. |
| ----- | ----- | ----- | ----- | ----- | ----- | ----- |
| 347   | 368   | 382   | 444   | 472   | 438   | 439   |

График промене броја становника у току последњих година